# Semidesierto de Badghyz Karabil
La ecorregión de semidesierto de Badghyz Karabil (WWF ID: PA1306) cubre las colinas al norte de las cadenas montañosas centrales de Afganistán, el sureste de Turkmenistán y partes de Uzbekistán y Tayikistán. El paisaje es «parecido a una sabana» con ciertas reminiscencias con África, la vegetación está formada por juncos del desierto (Carex)  y rodales de pistachos silvestres (Pistacia vera). El área alberga una alta biodiversidad y una serie de especies raras y endémicas, como el kulan turcomano (Equus hemionus kulan), en peligro de extinción.

## Localización
La ecorregión es especialmente montañosa y está situada entre el gran desierto arenoso de Karakum al norte, las montañas Koyentag ("intransitables") al este, las montañas Parapamiz del Hindú Kush en Afganistán al sur y las montañas Kopet Dag en Turkmenistán e Irán al suroeste. En toda la región hay grandes depresiones de salinas secas, que albergan plantas tolerantes a la sal.

## Clima
El clima característico de la ecorregión es predominantemente clima semiárido frío (clasificación climática de Köppen (BSk)) con áreas más pequeñas de clima mediterráneo típico (Csa) y árido cálido (BWh). Este clima se caracteriza por veranos calurosos, a veces extremadamente calurosos y secos, e inviernos suaves y húmedos. El mes más caluroso tiene un promedio de más de 22 °C (71,6 °F) y el más frío, de 0 a 18 °C (32,0-64,4 °F). Las precipitaciones en la reserva natural de Badhyz varían de 130 mm/año a 430 mm/año. Los vientos suelen ser fuertes, normalmente del norte y noroeste.

## Flora y fauna
La biodiversidad es alta en la región, ya que el clima es relativamente templado y la ubicación se encuentra en una zona de transición que sustenta a las comunidades florales iraníes-afganas y de Asia central. En la región se han registrado más de 1100 especies de plantas vasculares. Las plantas dominantes son los juncos del desierto, en particular (Carex pachystylis). También se encuentran arbustos de Artemisia, Haloxylon ammodendron (saxaúl) y otras plantas resistentes a la sal. Se han reservado áreas protegidas para proteger las arboledas de pistachos silvestres, una de las cuales cubre 760 km².
La región alberga importantes poblaciones de grandes mamíferos, como el casi amenazado asno salvaje asiático (Equus hemionus) y la gacela persa (Gazella subgutturosa). El alimoche común (Neophron percnopterus), en peligro de extinción, también se encuentra en la región.

## Áreas protegidas
Dentro de la ecorregión se encuentran las siguientes áreas protegidas:
- Reserva natural de Koytendag
- Reserva natural estatal de Badhyz